# Balthasar Brandmayer
Balthasar Brandmayer (né le 15 septembre 1892, mort le 23 janvier 1960) est l'auteur d'un récit hagiographique sur les années de service d'Adolf Hitler durant la première Guerre mondiale, publié en Allemagne en 1932.

## Un camarade de guerre d'Hitler
Originaire du sud de la Bavière, il devient maçon. Il est mobilisé en 1914 dans le 16e régiment bavarois d'infanterie de réserve (16e RIR), plus connu sous le nom de  « Régiment List (de) ». Il est affecté de mai 1915 à mai 1918 au groupe des estafettes, dont fait déjà partie Hitler, avec Jakob « Jackl » Weiss, Josef Inkofer, Franz Wimmer et Max Mund.
Blessé, puis démobilisé en octobre 1918, il reprend son métier de maçon. Initialement satisfait de l'instauration de la République de Weimar, il n'adhère au NSDAP qu'en février 1932. Grâce à l'entremise d'Hitler, il trouve un emploi de bureau en février 1934. Il reçoit, au nom de Hitler, un subside de 5.000 marks en juin 1937. Il est l'un des rares anciens camarades d'Hitler autorisé à tutoyer celui-ci.

## Des souvenirs de guerre manipulés par la propagande
Il publie ses souvenirs de guerre, Meldegänger Hitler 1914-1918, en 1933. Tout comme Hans Mend et Ignaz Westenkirchner, il contribue à la propagande du parti nazi du début des années 1930 visant à défendre l'idée d'un Hitler soldat d'exception durant la première Guerre mondiale, qui aurait alors forgé dans la camaraderie des tranchées (Kameradschaft) sa vision future de la société Allemande.
L'historien John Williams a défendu la fiabilité de ce témoignage. En revanche, pour Thomas Weber, « le maquillage de la réalité auquel se livra la propagande nazie pour peaufiner la légende d'Hitler n'est nulle part aussi manifeste que dans les mémoires de guerre de Balthasar Brandmayer », ce qui le discrédite fortement. Weber montre comment, au fil des rééditions successives de 1932 à 1940, le texte est constamment corrigé pour correspondre exclusivement à l'image publique officielle d'Hitler, héros providentiel et visionnaire, ainsi qu'au mythe d'un régiment List où la camaraderie des tranchées (Kameradschaft) régnait entre des officiers et soldats tous exemplaires.
Le livre de Brandmayer est en particulier, avec Mein Kampf et avec le récit également hagiographique d'Hans Mend, l'une des rares sources à mettre en avant l'antisémitisme radical d'Hitler à cette époque. Weber conclut qu'on ne peut suivre le témoignage de Brandmayer (et moins encore celui de Mend) selon lesquels celui-ci s'exprimait déjà avec virulence lors des années 1914-1918. Ian Kershaw, en revanche, tout en soulignant que le récit de Brandmayer doit être pris avec précaution, considère qu'il ne peut être écarté et qu'« il est très vraisemblable, comme Hitler l'affirme lui-même dans Mein Kampf, que ses préjugés politiques se soient amplifiés au cours de la guerre ».

## Œuvres
- Meldegänger Hitler 1914-1918, Munich, 1933.